# Małaja Zapadienka
Małaja Zapadienka (ros. Малая Западенка) – chutor w Rosji, w obwodzie rostowskim, w rejonie wiesiołowskim. W 2010 liczył 906 mieszkańców.